# Järlåsa
Järlåsa ist ein Ort (tätort) in der schwedischen Gemeinde Uppsala, Provinz Uppsala län (bzw. historische Provinz Uppland) und liegt am Riksväg 72.
Neben einer Pizzeria und einer Feuerwehrstation gibt es im Ort eine Tankstelle mit angeschlossenem Ladengeschäft und Restaurant. Die Kirche Järlåsa liegt in Järlåsa kyrkby, etwa vier Kilometer nördlich von Järlåsa. Obwohl die Gleise der Dalabanan durch den Ort führen, gibt es nur einen Bahnhof ohne Personenverkehr, der heute als Ausweiche dient.